# Reflet
Pour les articles homonymes, voir Reflets.
Un reflet est, en physique, l'image formée par la réflexion spéculaire d'un objet sur une surface. La nature spéculaire de la réflexion est liée aux caractéristiques du corps réfléchissant. Les formes les plus courantes s'obtiennent par réflexion sur une surface métallique (miroir), le verre ou l'eau.
L'image virtuelle est inversée et se trouve de manière symétrique à l'objet par rapport au plan de réflexion (lois de Descartes).
Un reflet est aussi une nuance de lumière ou de couleur apparaissant sur un fond ou un motif. Sur la perle et les lèvres de La Jeune Fille à la perle, Johannes Vermeer peint des reflets. Par analogie avec la distinction des ombres propres et des ombres portées, on peut parler de reflet propre.

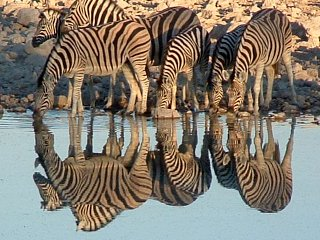
Zèbres se reflétant dans l'eau (Etosha).
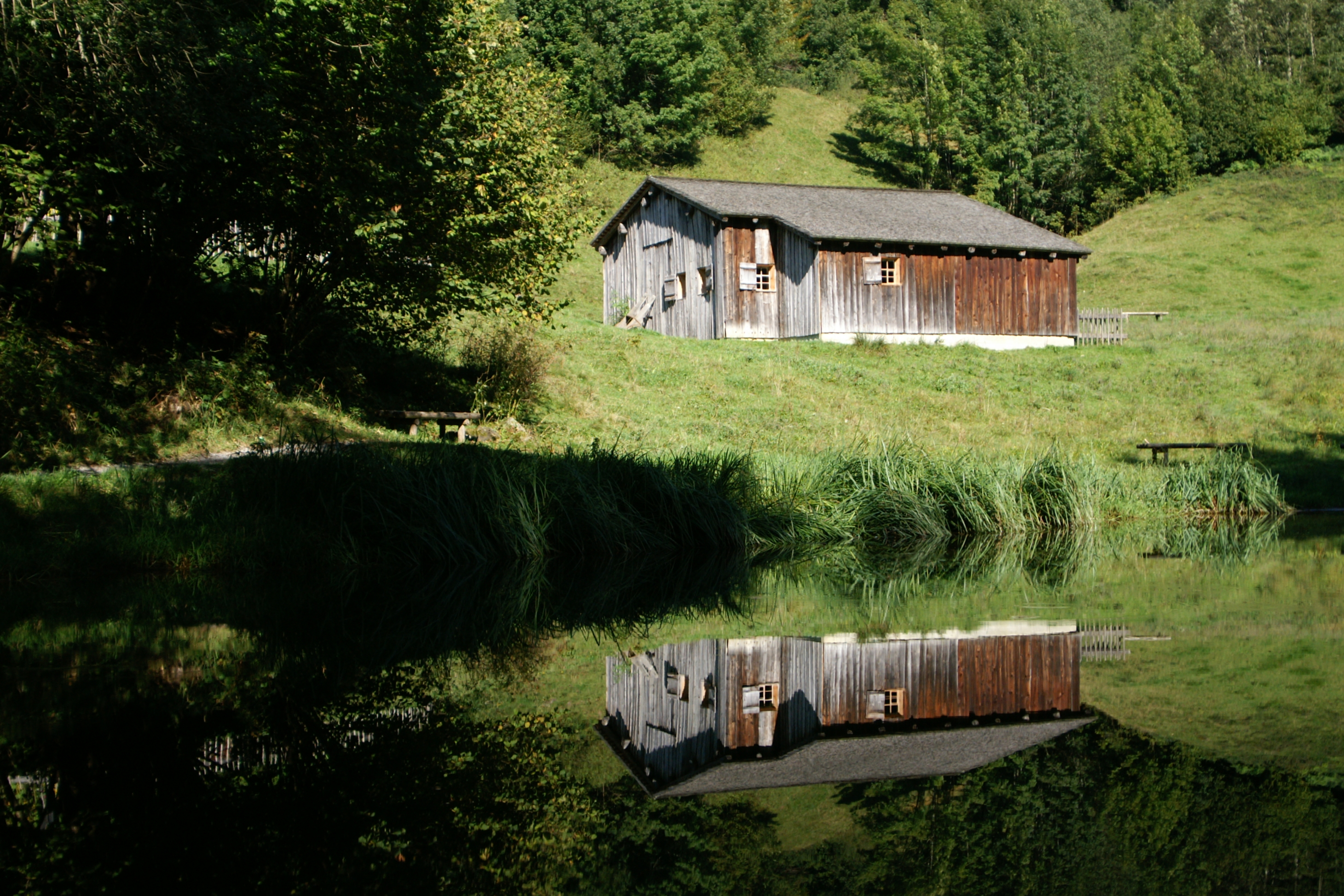
Reflet dans un lac de montagne.
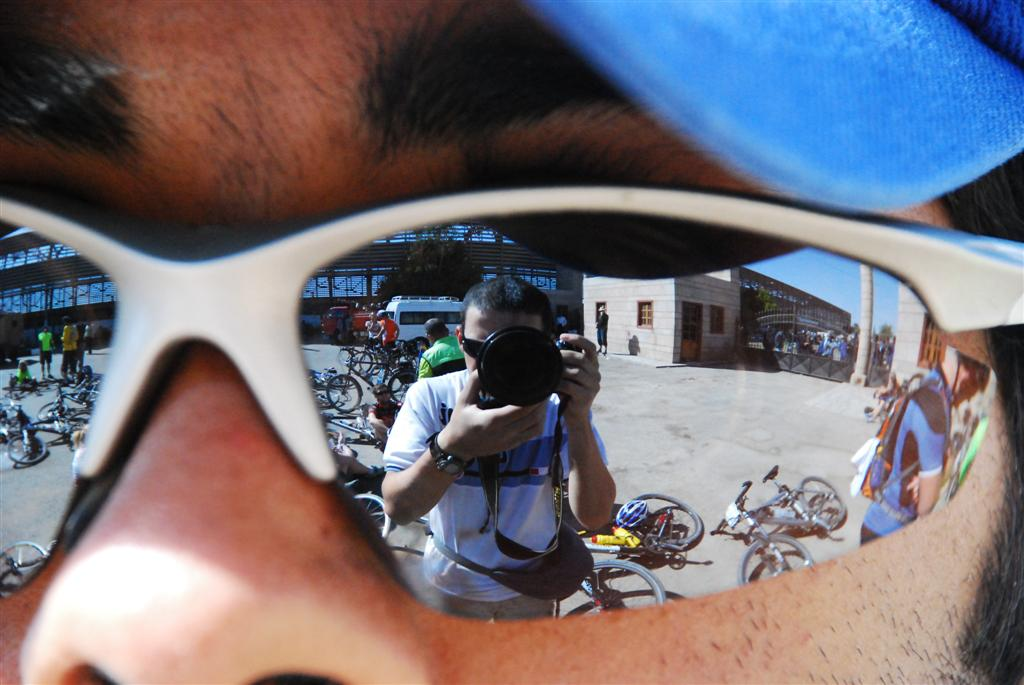
Sur une paire de lunettes.
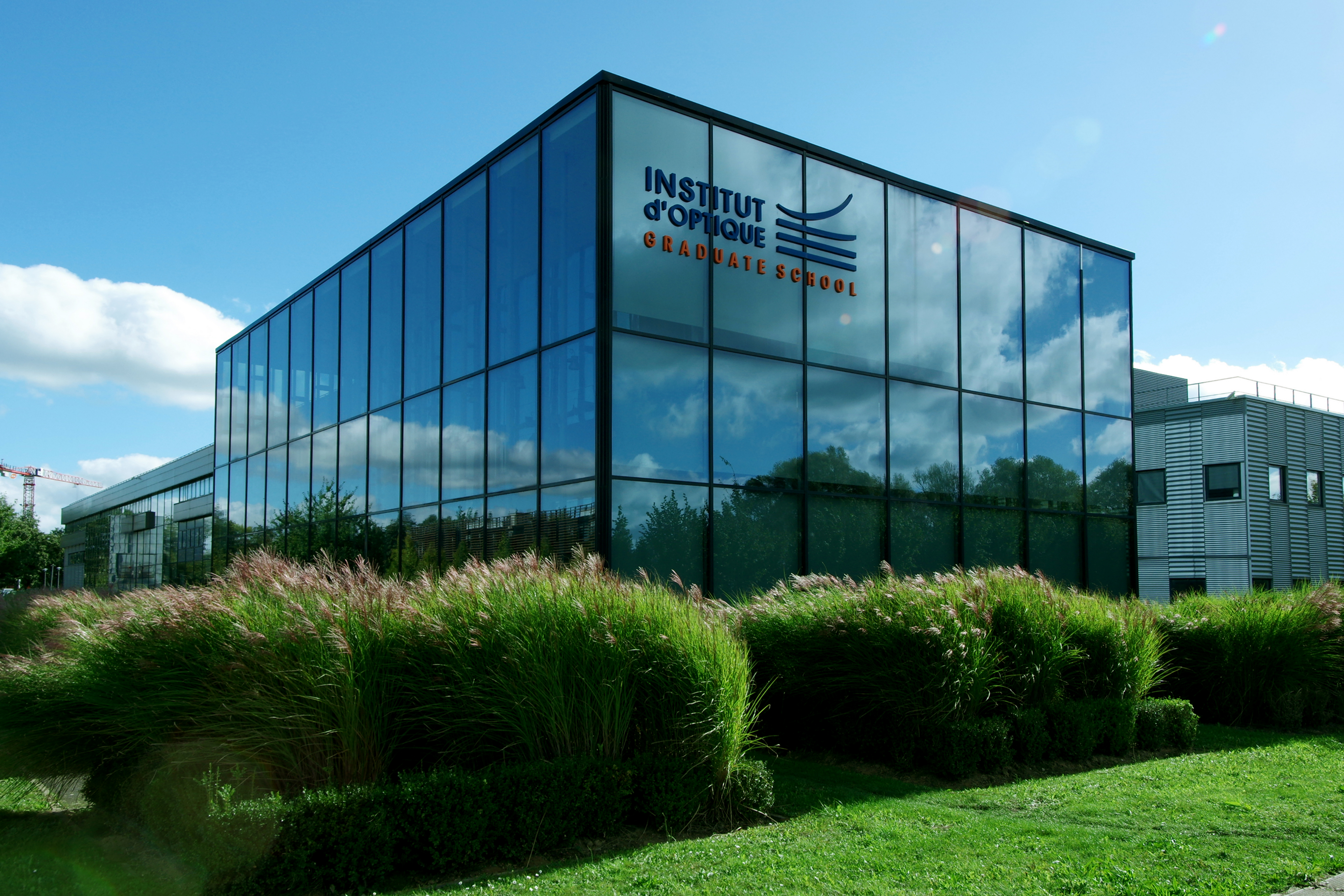
Sur les murs rideau d'un bâtiment.
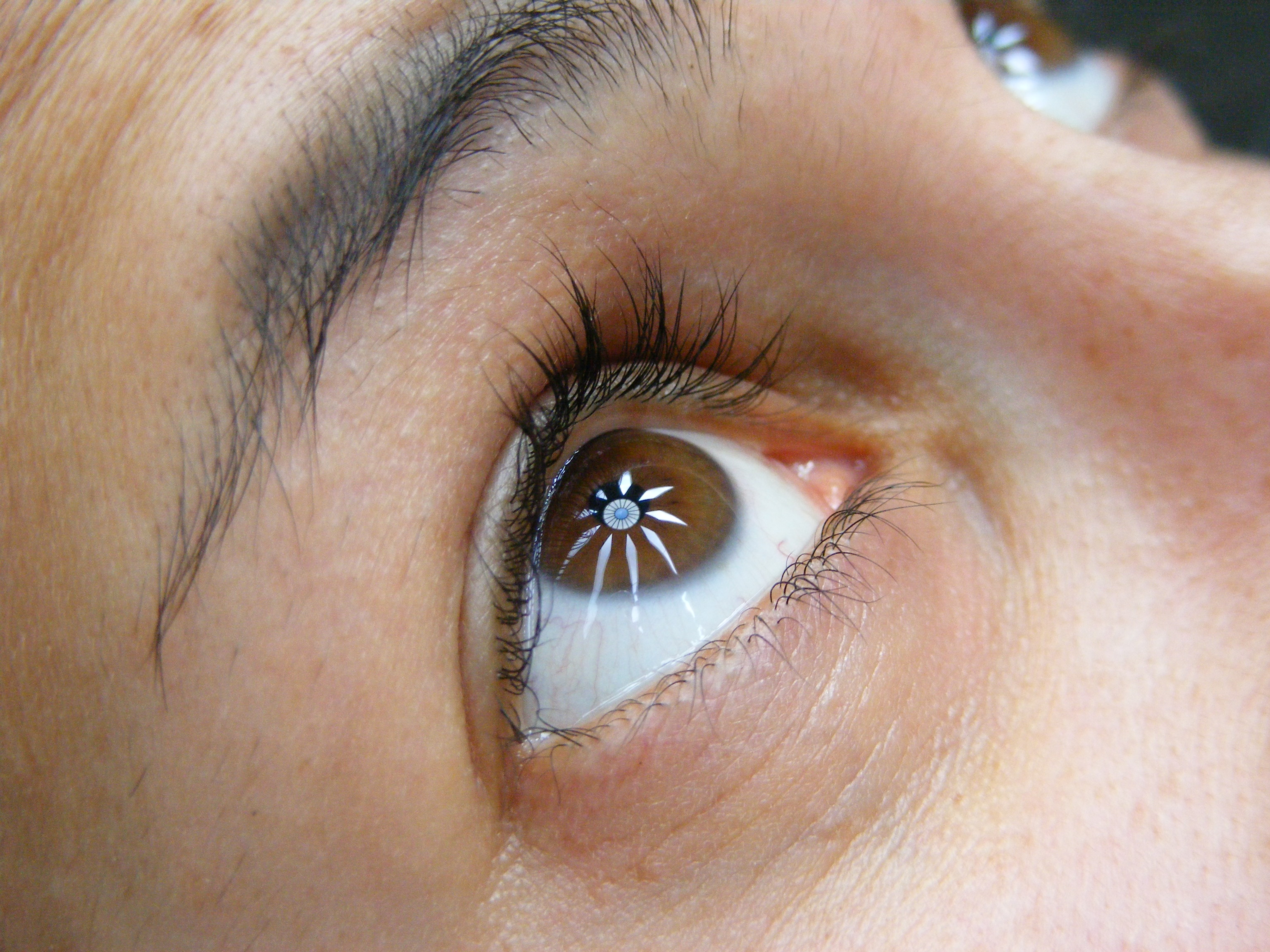
Sur le cristallin d'un œil humain.
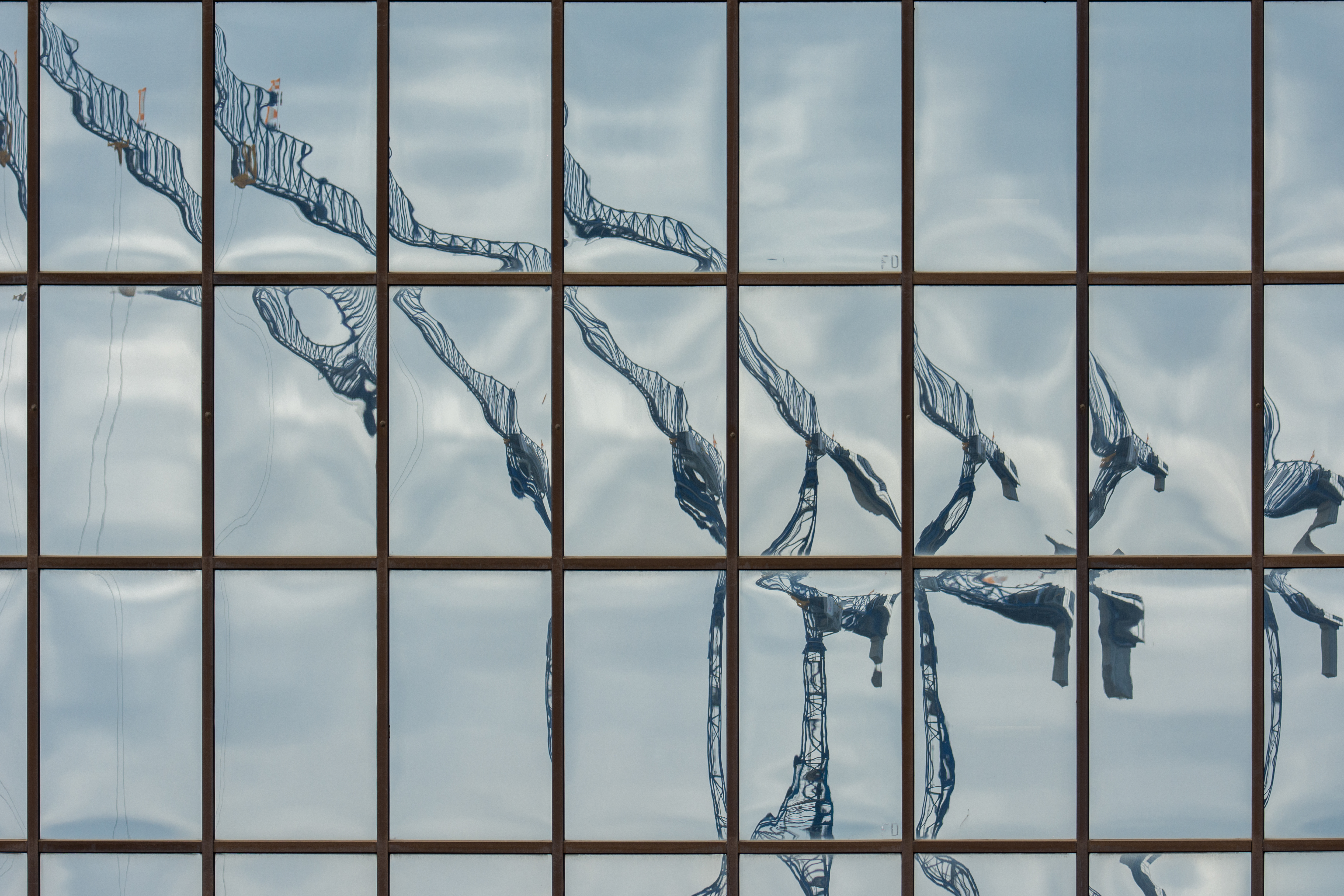
Reflets distordus d'une grue.